# 瀬高哲雄
瀬髙 哲雄（せたか てつお、1981年6月16日 - ）は、日本の政治家。元プロアイスホッケー選手。栃木県日光市長（1期）。このほか、日光市議会議員（3期）を歴任した。アジアリーグアイスホッケーのH.C.栃木日光アイスバックスのアンバサダーも務めている。

## 略歴
北海道苫小牧市出身。苫小牧市立和光中学校を経て駒大苫小牧高校に進学、高校時代は3年連続インターハイで優勝、U-18日本代表にも選ばれた。東洋大学に進学し春季トーナメントでは最優秀新人賞を獲得、インカレ優勝1回、ユニバーシアード代表に1回選ばれ4年次には主将を務めた。
2004年、コクドに入団したが、前年度のコクド、西武合併の影響により、1年で戦力外通告を受けて、2005-06年シーズンには、日本人初となる韓国チームの移籍選手として安養ハルラでプレーした。2007年に日光神戸アイスバックスに入団。2008年には選手会長を務めている。2009-2010シーズンには主将に就任、2010シーズンからは副将を務めるなど、FWの中心選手としてチームを牽引した。2013年に引退。
選手現役時代からボランティア活動に参加するなどリンク外でも活躍。引退後は『アイスバックス・アンバサダー』および『地域・スポーツ振興担当』として地域イベントへの出演や学校訪問など、アイスバックス及びスポーツの発展と普及活動を行う。2014年4月の日光市議会議員選挙に最年少候補者として立候補。1877票の得票数（4位）で当選を果たす。2022年4月に3期目の当選。
2025年4月27日に執行の日光市長選挙に立候補し、投開票の結果、現職市長の粉川昭一らを破り初当選を果たした。5月23日、市長就任。

## 人物
学生時代に指導者を志し、高等学校教諭一種免許状(公民)を取得している。
コクド時代にはオフシーズンにベルボーイも務めた。
2005年より人身売買の被害にあった子供たちを支援するボランティア団体「子供たちの笑顔を守る会」に所属している。選手時代には、毎年ユニフォームやグッズの販売をおこない、売り上げ金を団体に寄付している。。